# Servitenkloster Altlandsberg
Das Servitenkloster Altlandsberg war eine Niederlassung der Serviten (Ordo Servorum Mariae, volkstümlich auch Marienknechte genannt, Ordenskürzel: OSM) in Altlandsberg (Landkreis Märkisch-Oderland, Brandenburg). Das Kloster wurde 1335 vom brandenburgischen Markgraf Ludwig dem Älteren gegründet. 1540 wurde das Kloster aufgehoben und ging zunächst in landesherrlichen Besitz über.

## Lage
Die Klostergebäude lagen im südlichen Teil der Stadt Altlandsberg im Bereich der Gebäude Klosterstraße 8/9. Das Gelände reichte von der Klosterstraße/Hirtengasse bis zur südlichen Stadtmauer.

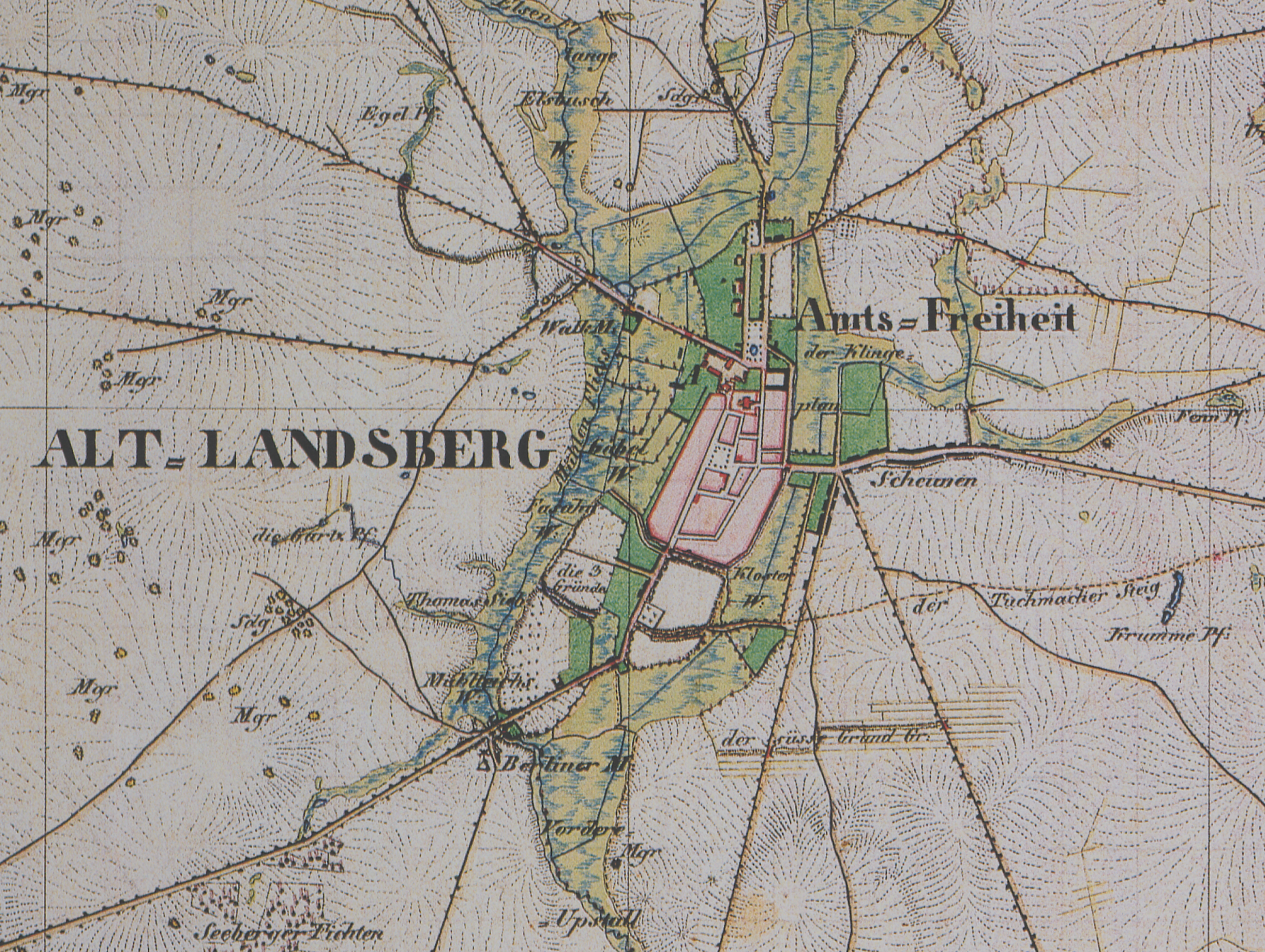
Altlandsberg auf dem Urmesstischblatt von 1839

## Geschichte der Serviten
Der Ordo Servorum Mariae (Orden der Serviten) wurde 1233 in Florenz von sieben Kaufleuten gegründet. 1241 entstand das erste Kloster des neuen Orden. Für die Toskana erhielten sie 1249 die Anerkennung durch den päpstlichen Legaten. Papst Benedikt XI. erteilte dem Orden seine Bestätigung in seiner Bulle Dum levamus von 1304. Seit 1299 ist auch für Deutschland eine Ordensprovinz bestätigt. Die Serviten waren ein Bettelorden, die sich vor allem in kleineren Städten nieder ließen.

## Das Servitenkloster in Altlandsberg
In der Gründungsurkunde vom 30. Juni 1335 übereignete der brandenburgische Markgraf Ludwig der Ältere ein dem Landesherrn gehörendes Grundstück in der Stadt Altlandsberg den Serviten für eine Klostergründung. Das Grundstück hatte eine für Bettelorden typische Lage: unattraktive Wohngegend nahe der Stadtmauer. Es war die einzige Niederlassung der Serviten in der Mark Brandenburg. Dem Kloster stand ein Prior vor. Vermutlich fiel die Wahl aufgrund familiärer Verbindungen auf die Serviten, da die Schwester von Markgraf Ludwig, Agnes, 1325 schon eine größere Schenkung an das Servitenkloster in Halle getätigt hatte.
1340 übereignete Markgraf Ludwig dem neuen Kloster für 10 Pfund brandenburgische Pfennige die Patronate der Pfarrkirchen in Heckelberg und Leuenberg. Das war in etwa das Zehnfache des erwartenden Jahresertrages aus diesen Patronaten. Daraus wird geschlossen, dass der Klosterbau um diese Zeit schon zu einem gewissen Abschluss gekommen war. Die Haupteinnahmequelle der Serviten war das Almosensammeln (Terminieren). Auch eine weitere Urkunde zeigt, dass das Kloster doch zu einem gewissen Wohlstand gekommen war. 1370 bestätigen die Priore der Servitenklöster in Erfurt, Himmelgarten, Mariengart und Vacha, dass sie von den Prioren und Konventen der Servitenklöster in Sachsen, der Mark Brandenburg (also vom Kloster Altlandsberg) und Böhmen 450 Gulden zur Ausstattung des Konvents in Vacha erhalten hatten.
Beim Einfall der Hussiten in die Mark Brandenburg 1432 versuchte sich Altlandsberg durch ein Lösegeld vor der Zerstörung los zu kaufen. Zwar wurde die Stadt anscheinend geschont, Stadtkirche und Kloster wurden dennoch zerstört. Das Kloster wurde anscheinend rasch wieder aufgebaut. 1468 stand dem Konvent der Altlandsberger Ambrosius Klump als Prior vor. Er war 1486 Prior im Servitenkloster Bernburg.
1486 wurde das Altlandsberger Kloster vom Generalprior der Serviten Antonius Alabanti visitiert. Zu dieser Zeit hatte das Kloster sechs Brüder, die alle die Priesterweihe hatten. Neben dem Prior Stephanus aus dem Konvent in Halle, stammten drei weitere Brüder aus dem Servitenkloster in Bernburg. Das Kloster in Altlandsberg leistete eine jährliche Abgabe in Höhe von 5 Gulden an den Orden. Unter den damals 14 Serviten-Konventen in der Ordensprovinz Alamania war das nur der zehnthöchste Betrag. Der Altlandsberg Konvent hatte vier Terminierbezirke (Bettelbezirke) und eine inkorporierte Pfarrei, Heckelberg.
Dem Kloster gelangen nur wenige Erwerbungen bzw. es erhielt nur wenige Schenkungen. 1486 besaß das Kloster vier Ackerhufen, von denen es 48 Staria (ein Scheffel = 8 Staria) Roggen erhielt und weitere zwei Äcker, und Heuwiesen von zwei Hufen, die jährlich 50 Staria einbrachten. Die Pfarrkirche in der Stadt hatte jährliche Einnahmen von 46 Staria Roggen. Aus der Neuen Mühle (oder Berlinische Mühle) südwestlich des Stadtkerns (etwa Berliner Allee 1) erhielt das Kloster 24 Staria Roggen jährlich. Weiter kamen nicht bezifferte Allmosen von Altlandsberger Bürgern hinzu. Ein Terminierbezirk brachte jährlich 7 Gulden ein. Aus den anderen Terminierbezirken kamen 60 Staria Getreide zum jährlichen Einkommen hinzu. Aus der inkorporierten Pfarrei Heckelberg kamen 30 Staria Getreide ein. Die jährlichen Opfergaben summierten sich auf 34 Gulden. Zum Inventar der Kirche gehörten acht Kelche unterschiedlichen Gewichts, ein silbernes Kreuz im Wert von sieben Mark und genügend Messgewänder.
In der Bulle Mare magnum erteilte Papst Sixtus IV. 1474 den Bettelorden weitreichende Vollmachten im Umkreis der Messen, Beichte, Begräbnisse und Almosen. 1492 ließ sich das Kloster die in der Bulle erteilten Vollmachten durch Bischof Joachim I. von Brandenburg bestätigen. Besucher des Klosters, die an Ordensfeiertagen (5. Juli: Mariä Heimsuchung, 26. Juli: Fest der Sieben Heiligen Väter des Servitenordens, 20. September: Fest der sieben Schmerzen Marien) nach Altlandsberg in die Klosterkirche kamen, erhielten einen 40-tägigen Ablass.
Doch bis 1540 hatte das Kloster bereits die meisten seiner Besitzungen verkaufen müssen. Zum damaligen Zeitpunkt gehörte dem Kloster nur noch eine Gabelhuffe, der Knieberg, kleine Wiesen und Gärten. Dazu kamen die Kirchenpatronate in Heckelberg, Leuenberg und Neuenhagen; letzteres war zwischen 1486 und 1540 erworben worden. Weitere Einkünfte stammten vom Elendenaltar in der Pfarrkirche von Altlandsberg; vermutlich war damit ein Messdienst verbunden. Der Unterhalt der Klosterinsassen wurde anscheinend in erster Linie durch Terminieren (Almosen erbetteln) bestritten. Die beim Inventar erwähnten zwei Pferde, zwei Kühe, eine Braupfanne und weitere Braugeräte deuten auf eine geringe Eigenwirtschaft hin.

## Priore
- 1468 Ambrosius Klump, Prior,[6] er war 1486 Prior im Servitenkloster Bernburg.[7]
- 1486 Stephanus, prior, qui est de conventu Hallis[8]
- 1540 Matthäus Hesse, Prior

## Aufhebung des Klosters
Im Sommer 1540 wurde das Kloster durch eine landesherrliche Kommission visitiert. Die Kommission fand nur noch den (vermutlich) aus Altlandsberg stammenden Prior Mattheus Heß (auch Hase, Hehse) und den Laienbruder Kaspar Erdmann vor. Der Prior übereignete das Kloster den Visitatoren, damit war das Kloster faktisch aufgehoben. Der Prior erhielt einen Landgarten aus dem Besitz des Klosters im Wert von 18 Schock Groschen. Außerdem erhielt er die Pfarreien Neuenhagen und Seeberg, die 1480 immerhin mit vier Pfarrhufen bzw. drei Pfarrhufen ausgestattet waren. Der Laienbruder Kaspar Erdmann siedelte in das Getraudenhospital in Cölln über; das  Hospital erhielt vom Rat der Stadt Altlandsberg eine jährliche Rente von 3 Schock Groschen für seine Versorgung und Unterbringung. Die Immobilien und Mobilien des Klosters wurden vom Magistrat der Stadt Landsberg inventarisiert. Die Kleinodien wurden den Visitatoren übergeben; diese brachten sie in die kurfürstliche Silberschatzkammer. Die Liegenschaft wurden zunächst an die Stadt Altlandsberg verpachtet.
1545 verkaufte Kurfürst Joachim die Gebäude und Liegenschaften des ehemaligen Klosters in und vor der Stadt für 200 Gulden an den Magistrat von Altlandsberg. Allerdings scheint der Kauf der Klostergebäude und -grundstücke durch die Stadt Altlandsberg dann doch nicht vollständig realisiert worden zu sein, denn Kurfürst Joachim II. belehnte im Mai 1546 den Hans von Krummensee d. Ä. auf Krummensee mit dem Kloster und verlieh ihm auch das Recht, alle ehemaligen Besitzungen des Klosters gegen Erstattung des Kaufpreises zurückzukaufen. Diese letztere Belehnung führte zu einem jahrzehntelangen Rechtsstreit zwischen der Stadt Altlandsberg und den von Krummensee. Zunächst verzichtete Hans von Krummensee 1552 auf den Klosterbesitz. 1565 verkaufte die Stadt Altlandsberg das Kloster dann an Arndt von Krummensee, der jedoch den Kaufbetrag verweigerte. Der anschließende Prozess endete in einem Vergleich, Arndt von Krummensee behielt Grundstück und Klostergebäude, die Stadt Altlandsberg die Liegenschaften des Klosters außerhalb des Klosterkomplexes. Arndt von Krummensee gab 1565 an, dass er auf dem Grundstück ein Stadthaus bauen wollte, indem er wohnen könnte, wenn er nach Altlandsberg komme. Vermutlich schon vor 1570 ließ er Teile der Klostergebäude niederreißen und neu bauen. In welchem Umfang ist nicht bekannt. Bei den Stadtbränden von 1632, 1665 und 1684 wurde vermutlich auch der ehemalige Klosterkomplex betroffen. In welchem Ausmaß ist nicht bekannt. In einer Erbteilung der von Krummensee erhielt Hilmar Ernst von Krummensee 1650 das closter mit den daran gelegenen Platze. 1654 gelangte Altlandsberg an Otto von Schwerin I., der in und um Altlandsberg die Herrschaft Alt-Landsberg begründete. Otto von Schwerin ließ schließlich nach dem Stadtbrand von 1665 ein Hospital auf dem ehemaligen Klostergelände errichten. Auch hier ist unklar, inwieweit ältere Bauteile noch miteinbezogen wurden. Beim Stadtbrand von 1684 brannte das Hospital ab und wurde in den Norden der Stadt verlegt. Noch 1696 wird der Platz als alte wuste Closter-Stelle bezeichnet. Etwas später wurde das Gelände von einem Altlandsberger Bürger erworben, der aus der früheren Kirche und dem Kreuzgang einen Garten machte, wobei er die Fundamente beließ. 1854 wurde der östliche Teil des Geländes bebaut, der westliche Teil blieb jedoch Garten, wie auch das Messtischblatt von 1871 noch zeigt.

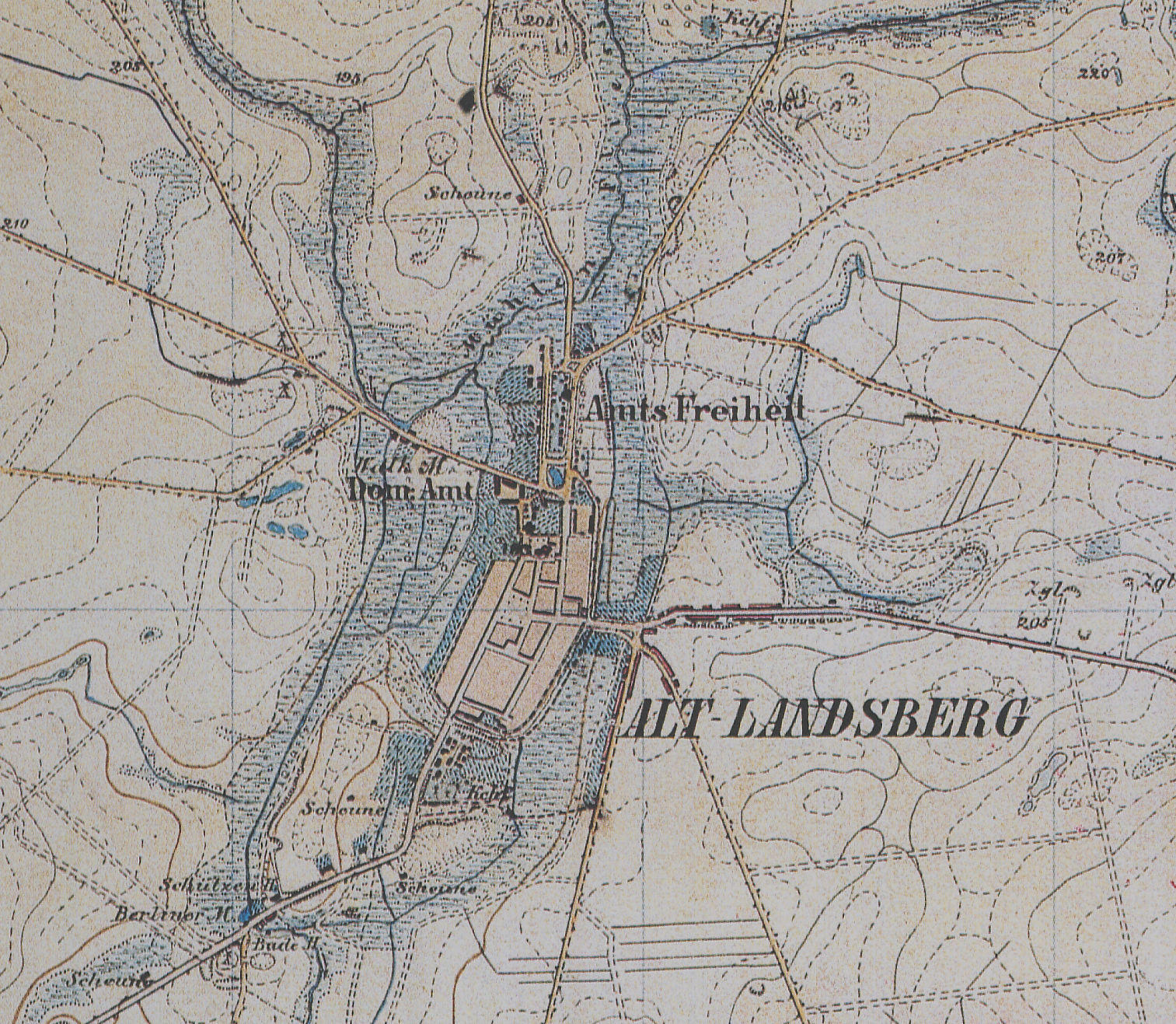
Ausschnitt aus dem Messtischblatt 3448 von 1871

## Gebäude
Von den Klostergebäuden hat sich oberirdisch nichts erhalten. Bereits 1545 wurden sie als desolirt vund verwustet beschrieben. Doch konnten Teile der Gebäude noch um 1550 bewohnt werden. In den Klosterräumen, einem quadratischen Bauwerk um den Klosterhof mit Kreuzgang herum, in dem Refektorium, wohnten die Adligen mit ihrem Gesinde, das in die Mönchszellen eingewiesen war. In der Kirche fanden die Familienfeiern derer von Krummensee statt. Im 18. Jahrhundert war eine Begräbnisgruft mit 277 gut erhaltenen Skeletten entdeckt worden. Bei Baumaßnahmen 1858 wurden die inzwischen mit Erde überdeckten Fundamente und 32 Gräber aufgedeckt. 1872 wurden beim Aushub eines Kellers teils einfache Erdgräber teils Skelette in Grabkammern gefunden. Bei diesen unsystematischen Grabungen wurde festgestellt, dass die Kirche wohl quer zur Klosterstraße stand, also etwa Ost-West ausgerichtet war. Als Baumaterial waren im Fundamentbereich Findlinge verarbeitet worden, im Kreuzgangbereich wurden großformatige Backsteine gefunden. Auch einzelne Kalksteine aus Rüdersdorf wurden angetroffen.

## Ausstattung der Kirche
Über die Ausstattung geben der Bericht des Generalpriors von 1486 und der Visitationsbericht und das vom Magistrat angefertigte Inventar von 1540 Auskunft. Demnach gab es in der Klosterkirche vier Altäre, auf denen je ein Messleuchter stand. 1486 besaß die Kirche acht Kelche, ein silbernes Kreuz im Wert von acht Mark und andere ornamenta sacerdotalia. 1540 waren noch sechs Kelche vorhanden sowie ein Kreuz, fünf Patenen und zwei Monstranzen. Zum Inventar gehörte auch eine Orgel.